# Habitatge al Camí Ral, 263-265 (Mataró)
L'Habitatge al Camí Ral, 263-265 és una obra historicista de Mataró (Maresme) protegida com a Bé Cultural d'Interès Local.

## Descripció
Casal de planta baixa i tres plantes pis.
La composició de la façana presenta un eix de simetria central reforçat per un balcó longitudinal al primer pis, dos balcons al segon pis i dues pilastres d'ordre jònic.
La planta baixa presenta una entrada de garatge poc respectuosa amb l'edifici, i a l'altre costat una porta d'accés i una finestra enreixada. S'observa un estucat a carreu en planta baixa i estucat lliscat a les plantes pis.
L'edifici acaba amb una senzilla cornisa que marca l'amplada dels dos cossos de la finca.